# Val Warner
Val Warner (Harrow, Londres, 1946 - Hackney 2020) fue una poeta, editora y traductora británica. Es conocida sobre todo por haber contribuido a aumentar la notoriedad de la obra de la poetisa Charlotte Mew.

## Biografía
Hija única de dos maestras, Warner creció en Harrow, Londres. Estudió Historia Moderna en el Somerville College de Oxford.
Inicialmente trabajó como bibliotecaria escolar y correctora de textos autónoma antes de ocupar los puestos de becaria de escritura creativa en la Universidad de Swansea y escritora residente en la Universidad de Dundee.
Además de publicar sus propios poemarios, Warner también publicó una traducción de The Centenary Corbière de Tristan Corbière en 1975, y una edición de los poemas y la prosa reunidos de Charlotte Mew en 1981. Junto con otros trabajos académicos de la década de 1980, esta colección contribuyó a renovar el interés por la obra de Mew.
En los últimos años de su vida, Warner se recluyó cada vez más. Vendió la casa de Harrow que había heredado de sus padres y se mudó a una casa adosada de estilo victoriano tardío en Hackney, donde siguió viviendo el resto de su vida. La casa carecía de agua corriente, calefacción y cocina. Sobrevivía a base de cebollas crudas, carne picada de soja y garbanzos.
Su cuerpo fue descubierto tras una entrada forzada en su casa por la policía el 10 de octubre de 2020, debido a que un amigo preocupado se puso en contacto con ellos por la falta de comunicación con ella. Había muerto sola y el forense no informó de ninguna causa de muerte determinable tras realizar una autopsia en noviembre de 2020.

## Premios y reconocimientos[
Warner recibió el premio Eric Gregory en 1975 y fue miembro de la Royal Society of Literature en 1998.